# كريستينا مارتينيز
كريستينا مارتينيز (بالإسبانية: Cristina Martínez)‏ هي دراجة إسبانية، ولدت في 2 يناير 1996 في Torrent, Valencia ‏ في إسبانيا.

## وصلات خارجية
- كريستينا مارتينيز على موقع الاتحاد الدولي للدراجات (الإنجليزية)
- كريستينا مارتينيز على موقع أرشيف الدراجات (الإنجليزية)
- كريستينا مارتينيز على موقع إحصائيات الدراجات الإحترافية (الإنجليزية)
- كريستينا مارتينيز على موقع نسبة الدراجات (الإنجليزية)